# Maurage
Maurage (en wallon Maurâdje) est une section de la ville belge de La Louvière, située en Région wallonne dans la province de Hainaut. C'était une commune à part entière avant la fusion des communes de 1977.

## Étymologie
Le nom de Maurage trouve son origine dans le nom germanique marithja signifiant marécage, terre aux mares.
Il dérive du tudesque (langue germanique du VIIe siècle)
" Marash ou Moeras " qui signifie " marécage ", sol fangeux.
Le bas latin Maregium (868) et les formes romanes Marages (1186) et Marège (1231) ont successivement désigné ce lieu. 
Voici d'autres désignations :
- Maraige en 1265
- Maraiges en 1369
- Marages en 1372
- Mairage en 1425
- Mauraige en 1433
- Maurage depuis 1787

## Géographie

### Situation
Maurage est une commune de la province de Hainaut, située à 12 km de Mons, 16 km de Soignies et 6 km du Rœulx, dans la région du Centre, c’est-à-dire dans la contrée houillère bordée à l'est par le bassin de Charleroi et à l'ouest par la région de Mons. Maurage a une superficie de 609 ha et fait partie de l'arrondissement administratif de La Louvière, de l'arrondissement judiciaire de Mons et du canton de justice du Rœulx. Le village est borné par les communes de Thieu, Strépy-Bracquegnies, Trivières, Havré, Bray et Boussoit.

### Étendue
Maurage a une superficie totale de 609 ha comprenant :
- 160 ha de terrains industriels et de terrils de charbonnages
- 190 ha de terrains de culture
- 184 ha de pâturages
- 1 ha de vergers

### Relief
Maurage se trouve dans la vallée de la Haine ; c'est ce qui explique la formation de deux versants nord et sud de la vallée qui se prolongent par des plateaux peu élevés, celui du nord étant un peu plus accentué que celui du sud.
Le centre du village qu'arrose la Haine est une dépression autrefois souvent inondée par les débordements de la rivière, le lit de la rivière n'étant pas assez profond. Pour remédier à ces inondations, le lit mineur de la Haine fut creusé davantage en profondeur par un groupe d'hommes.
À certains endroits, les rives de la Haine étaient constamment marécageuses.

### Géologie
En général, Maurage possède un sol argileux. Mais il faut cependant distinguer :
1. Les terres argilo-calcareuses qui ont tendance à devenir marécageuses par suite des affaissements dus aux travaux miniers.
2. Les terres plus calcareuses au nord où les prairies dominent.
3. Les terres argilo-sablonneuses et surtout argileuses, au sud favorables à l'agriculture.
4. Les terres alluviales sur les rives de la Haine.

1. Houiller
· Au nord : Couche de charbon à coke (le coke provient de la distillation de la houille ; ici, distillation du charbon gras.) de direction est-ouest.
· Vers le sud : gisement de charbon demi-gras, avec une inclinaison régulière vers le sud.
· Au sud : gisement de charbon gras.
2. Sous-sol calcareux
Le Crétacé remplit une sorte de cuvette synclinale et cette cuvette ouest-est s'emboîte dans le synclinal primaire contenant le terrain houiller. En cet endroit, il y eut donc un mouvement d'affaissement du socle primaire, accompagné de terrains d'origine marine à l'époque du Crétacé.
Ce sous-sol calcareux a permis l'installation de fours à chaux, aujourd'hui disparus.
La chaux est utilisée pour la libération du gaz ammoniac, pour la préparation de chlorures de chaux et du carbure de calcium. Elle sert aussi sur une grande échelle pour la fabrication de mortiers, pour la désinfection, pour le blanchiment des murs. Elle constitue, en raison de son prix peu élevé, la base industrielle courante.
3. Sable blanc et sable jaune
Ces sables convenaient parfaitement pour les constructions. Jadis, ces sables étaient transportés à dos de " baudets " dans les villages voisins : Strépy-Bracquegnies, Bray, Boussoit, jusque Soignies et Braine-le-Comte. Aujourd'hui, ces carrières ont disparu.
Maurage est à une altitude moyenne de 58,29 m par rapport au 0 d'Ostende avec un minimum de 55 m et d'un maximum de 84,85 m.

### Climat
Le climat de Maurage est semblable au climat de la Belgique
La Belgique se situe dans une zone tempérée à climat tempéré océanique. La proximité de l'océan Atlantique que parcourt la dérive nord-atlantique des eaux tièdes du Gulf Stream et la propagation aisée des vents atlantiques sont responsables de la douceur du climat.
Forte nébulosité et grand nombre de jours pluvieux expriment le caractère maritime du climat de la Belgique.

### Végétation
La végétation est étroitement liée à la nature du sol et du sous-sol.
1. Terrains sablonneux : bruyère, prêles, blites, euphorbes.
2. Terrains argileux : renoncules, rumex, cardamine, cardères.
3. Terrains marécageux : roseaux à balais, joncs, arums tachetés, cresson.

- Les plantes médicinales :

Elles sont assez abondantes et trouvent leurs lieux de prédilection en général au voisinage de la rivière et dans les régions humides.
Espèces : menthe, centaurée jacée, thym, origan, spirée, tanaisie, verveine, camomille, pyrèthre, reine-des-prés, achillée, sedum, bouillon blanc, trèfle d'eau.
- Les bois.

Maurage possède un seul bois, celui de la Garenne, qui est propice à la chasse. Il est planté de hêtres, de chênes, de bouleaux, de charmes, de marronniers, que relient de nombreux taillis et broussailles de ronces et d'orties.

### La Haine
La Haine est le seul cours d'eau qui traverse Maurage. Elle passe à côté de la place communale. La Haine, rivière non navigable, coule d'est en ouest à travers la commune, la divisant en deux portions d'inégales surfaces.
À certains endroits, les encavassions de ses rives et son lit pierreux démontrent que, jadis, son cours fut très rapide.
Ce cours a subi de larges rectifications au cours de l'année 1948. En 1954, on a creusé un nouveau lit à la Haine afin d'éviter les inondations si fréquentes à Maurage et ses environs. Autrefois, elle était poissonneuse mais depuis l'apparition des charbonnages, les eaux sales provenant de ces derniers y ont supprimé toute vie aquatique à cause de la pollution des eaux.

### Quartiers, lieux-dits et cités
- Champ Perdu.
- Chicanettes.
- Les Hubert.
- Saint-Jean.
- La Garenne.

#### Cités
- Cité Reine Astrid.
- Cité Marie-Josée.
- Cité Leburton.
- Cité Charles Bernier.

## Évolution démographique
- Sources : INS, Rem. : 1831 jusqu'en 1970 = recensements, 1976 = nombre d'habitants au 31 décembre.

## Histoire
La présence de l'homme paraît déjà s'affirmer dans cette région à l'âge de la pierre polie.
En effet, on a retrouvé des vestiges d'armes et outils de cette époque dans les villages voisins de Maurage : Bracquegnies, Houdeng, Casteau, Thieu, Strépy.
Les Belges d'avant Jules César ont succédé ensuite à leurs ancêtres de l'âge de la pierre. Quelques historiens[Qui ?] fixent leur arrivée dans cette partie du Hainaut aux XIVe siècle ou XVe siècle av. J.-C. On retrouva à Bray, un autel de dimensions importantes. Des tumulus existent encore à Houdeng et à Bracquegnies. Le village lui-même remonte à des temps très reculés. On commence à parler de lui vers le VIIe siècle lorsque saint Vincent (qui naquit à Strépy) le donna à l'Abbaye d'Hautmont. Ce monastère y avait des domaines, rentes, terrages et seigneuries foncières.
Au IXe siècle, Maurage faisait partie des possessions de l'abbaye de Lobbes. Robert, comte de Flandre, ravagea cette localité en 1072 après sa victoire sur les Hennuyers à Gottignies. Elle essuya pareil désastre en 1185 par le fait des Brabançons et des troupes de Philippe, archevêque de Cologne, ainsi qu'en 1554, lorsque les troupes d'Henri II, roi de France, incendièrent la ville et le château du Rœulx.
La famille Malapert possédait une seigneurie dans le village de Maurage qui était en 1186 une paroisse du décanat de Binche, qui était gouvernée depuis 1182 par Baudouin V. Sous l'ancien régime, Maurage faisait partie du bailliage du Rœulx.
Au XIIIe siècle, les comtes de Hainaut y levaient des droits et les habitants leur devaient le service militaire en temps de guerre.
Philippe de la Barre, seigneur de Maurage et de Quevaucamps, né en 1585, mourut en 1655. Il bénéficie le 27 février 1613 de lettres données à Bruxelles lui conférant le statut de noble. Son frère Jean de la Barre, seigneur de Viesmanil, l'obtient en même temps. Cet anoblissement a lieu contre finances : chacun verse 450 florins. À cette date, Philippe habite Mons.

## Liste des bourgmestres de 1830 à 1977
- Louis Hubert (1881-1954), de 1929 à son décès le 5 juin 1954.

## Patrimoine et culture

### Patrimoine architectural
- Eglise Saint Jean-Baptiste. Datant du XIIe siècle[3].
- Le manoir Saint-Jean.

### Culture

#### Folklore
Une fois par an a lieu le traditionnel carnaval.
Le carnaval de Maurage se déroule sur trois jours (dimanche, lundi et mardi). 
Le dimanche matin c'est le ramassage tous les gilles et les sociétés de folklore sortent dès l'aube pour se réunir au petit matin à leur local, c'est le début des festivités. Les médailles sont remises le dimanche matin puis un petit tour chez le Docteur Fagbemi Affiss puis fin de la matinée à la maison communale. Le dimanche après-midi c'est le traditionnel cortège avec un rondeau final le soir. Le lundi les sociétés sortent début d'après midi, et le soir c'est un cortège aux flambeaux. Le mardi, les sociétés sortent également début d'après midi et le soir chaque société brûle leur "boss" chacune son tour. 
Le carnaval se compose de 4 sociétés, une sociétés de gilles, et 3 sociétés de fantaisie.

## Galerie

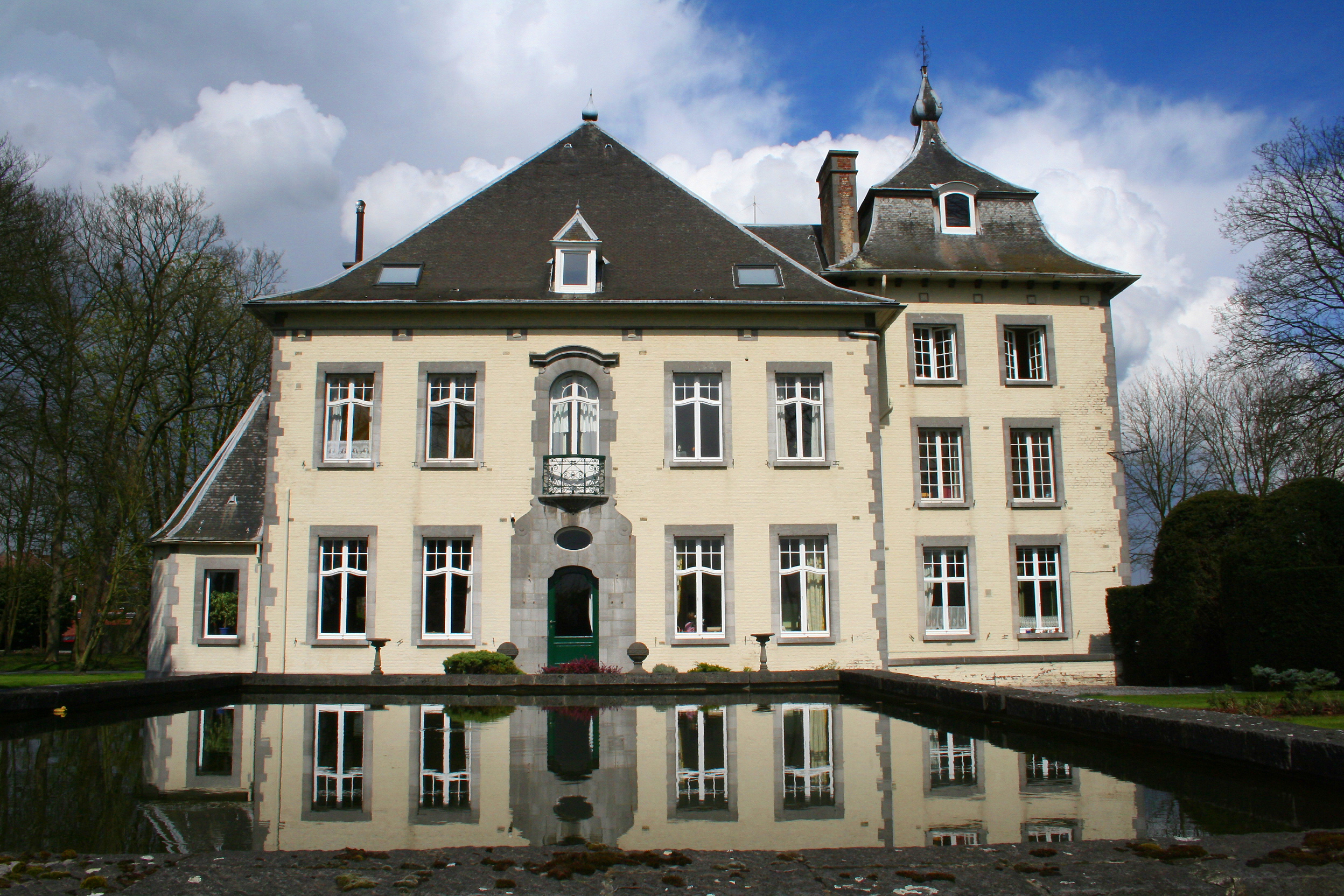
Le manoir Saint-Jean.
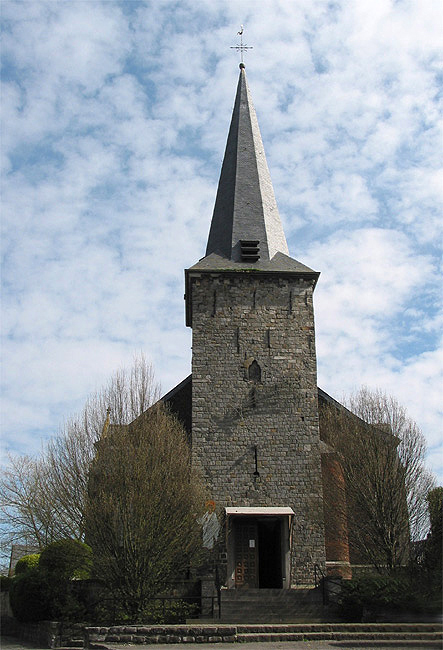
L’église Saint Jean-Baptiste (1565).

## Personnalités natives de la localité
- Victor Maistriau (1870-1961), ministre et bourgmestre de Mons.
- Ruddy Walem (30-06-1967) coureur international (athlétisme).
- Michel Glineur (18-01-1966), Artiste peintre.
- Jean-Claude Godart (16-08-1939), Artiste-Peintre.
- Frederic Godart (13-01-1973) Auteur-Compositeur.